# ラインベーク
ラインベーク(ドイツ語: Reinbek)は、ドイツ連邦共和国シュレースヴィヒ＝ホルシュタイン州シュトルマルン郡の都市。アウトバーン 1とアウトバーン 24及びドイツ連邦道路5号線の最寄りに存在する。
ラインベークは1226年に興り、1952年に都市としての地位を得た。

## 宗教
- プロテスタント：44%
- カトリック：9%
- その他の宗教・宗派：22%
- 特定の信仰無し：26%

## 姉妹都市
- スウェーデン・タビー（英語版） (1956年)
- ドイツ・ケーニヒスルッター（英語版） (1961年)
- フィンランド・パダスヨキ（英語版） (1974年)
- ポーランド・コウォ (1999年)

## 建築物

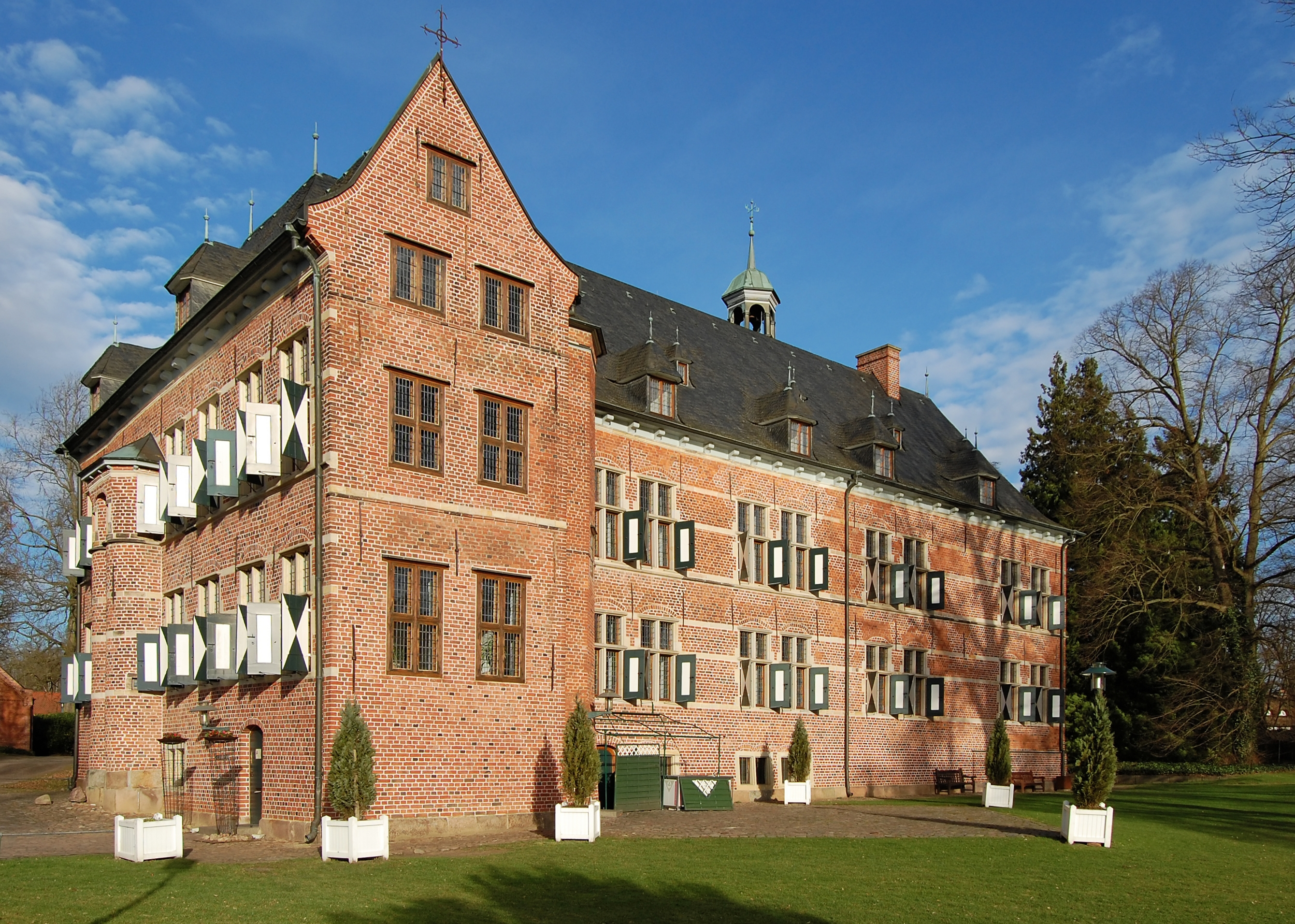
ラインベーク城

- ラインベーク城：16世紀に建造されたオランダ・ルネサンス様式の城